# تاريخانية (فنون)

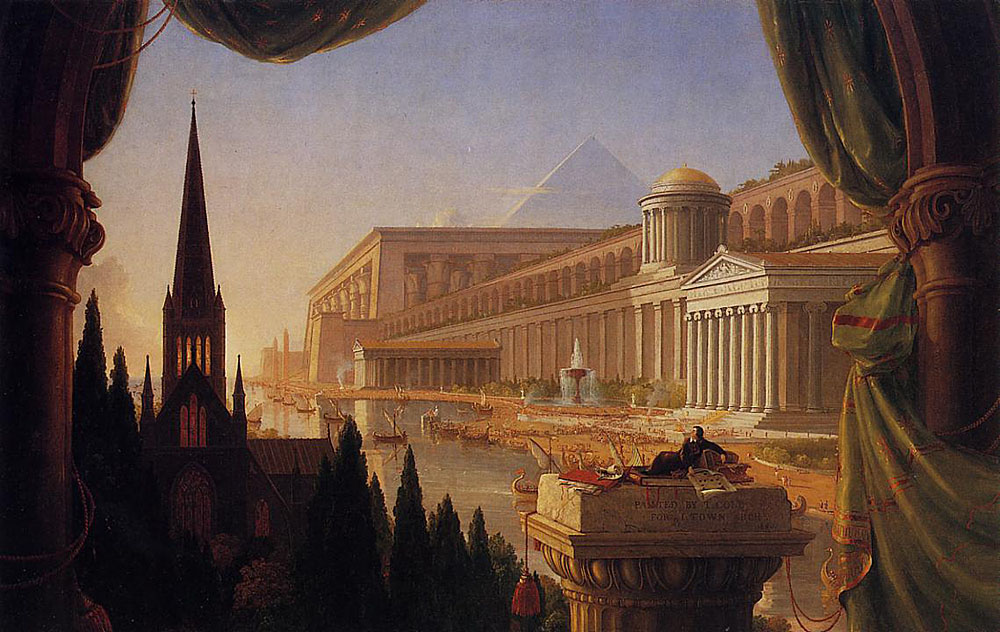
لوحة للفنان توماس كول باسم حلم المعماري، 1840.

التاريخانية (بالإنجليزية: Historicism أو Historism ؛ بالألمانية: Historismus) هو مصطلح يضم الأساليب الفنية التي تستلهم أفكارها من إعادة الأنماط التاريخية أو الحرفية. يسود هذا الأمر في العمارة بشكل خاص، مثل طرز إحياء العمارة، حيث يمكن خلق جماليات معمارية بشكل مختلف تمامًا عن أنماط معمارية سابقة، من خلال مزج عدد من الأنماط أو تنفيذ عناصر جديدة مختلفة، وبالتالي فإنها تقدم مجموعة كبيرة ومتنوعة من التصاميم الممكنة. فالتاريخانية أيضاً وصف لمركب من المواقف الجبربة مؤداه أن التاريخ مغلق تحت مجموعات من القوانين وأن المستقبل يظل دوما اسيرا للماضي.
وقد شهد القرن التاسع عشر من تاريخ الفن، مرحلة جديدة تاريخية تميزت بتفسير ليس فقط للكلاسيكية الإغريقية والرومانية، ولكن أيضا لعصور أخرى. وقد كان هذا بعد الكلاسيكية الجديدة التي كانت في العصر الرومانسي، ولا سيما في مجال العمارة وفي الرسم التاريخي، حيث رُسمت الموضوعات التاريخية بشكل متزايد مع الاهتمام الكبير بالتفاصيل الدقيقة في هذه الفترة. وقد كان النوجه العالمي في التاريخانية قويًا خصوصًا في خمسينيات القرن التاسع عشر فصاعدًا.
وقد ارتبطت التاريخانية بشكل وثيق بالفيلسوف الألماني يوهان جوتفريد هردر (1744 - 1803)، الذي رفض الأخذ بالأفكار التي نادت بها فلسفة عصر الأنوار في القرن الثامن عشر حول فكرة التقدم التي تطبع تاريخ البشرية، وأن المرحلة التي يصلها التاريخ ما هي إلاّ تراكم للخبرات السابقة عن مضمون التقدم.